# Fuori da quelle mura
Fuori da quelle mura (Outside These Walls) è un film del 1939 diretto da Ray McCarey.
È un film drammatico statunitense con Michael Whalen, Dolores Costello e Virginia Weidler.

## Trama
Dan Sparling, uomo d'affari condannato per una truffa ai danni della sua azienda, viene rinchiuso in carcere. Qui diventa direttore del giornale della prigione. Dopo aver scontato la sua pena, egli fonda un giornale indipendente, con l'aiuto di Margaret Bronson, per attaccare la corruzione nella vita pubblica, incontrando varie difficoltà dovute alla sua condizione di ex carcerato e all'opposizione da parte dell'amministrazione in carica.

## Produzione
Il film, diretto da Ray McCarey su una sceneggiatura di Harold Buchman e un soggetto di Ferdinand Reyher, fu prodotto da Irving Briskin per la Columbia Pictures Corporation e girato dal 17 gennaio al 2 febbraio 1939.

## Distribuzione
Il film fu distribuito con il titolo Outside These Walls negli Stati Uniti dal 4 maggio 1939 al cinema dalla Columbia Pictures.
Altre distribuzioni:
- in Portogallo il 26 aprile 1943 (Dois Rivais)
- in Italia (Fuori da quelle mura)
- in Belgio (Jeunes filles en surveillance)